# شين تانادا
شينْ تانادَ (باليابانية: 棚田 伸) (25 يوليو 1969 في هيروشيما في اليابان – )؛ هو لاعب كرة قدم ياباني سابق كان يلعب كلاعب وسط.

## وصلات خارجية
- شين تانادا على موقع رابطة كرة القدم اليابانية للمحترفين (اليابانية)
- شين تانادا على موقع قاعدة بيانات كرة القدم.إي يو (الإنجليزية)
- شين تانادا على موقع عالم كرة القدم.نت (الإنجليزية)